# 4-トリメチルアンモニオブチルアルデヒドデヒドロゲナーゼ
4-トリメチルアンモニオブチルアルデヒドデヒドロゲナーゼ（4-trimethylammoniobutyraldehyde dehydrogenase）は、リシン分解酵素の一つで、次の化学反応を触媒する酸化還元酵素である。
4-トリメチルアンモニオブタナール + NAD+ + H2O {\displaystyle \rightleftharpoons } 4-トリメチルアンモニオブタン酸 + NADH + 2 H+
反応式の通り、この酵素の基質は4-トリメチルアンモニオブタナールとNAD+と水、生成物は4-トリメチルアンモニオブタン酸とNADHとH+である。
組織名は4-trimethylammoniobutanal:NAD+ 1-oxidoreductaseで、別名に4-trimethylaminobutyraldehyde dehydrogenase, 4-N-trimethylaminobutyraldehyde dehydrogenaseがある。